# Verbindungsbeamter (Deutschland)
Ein Verbindungsbeamter (VB) fungiert national zwischen Polizeiverbänden und international zwischen Polizeibehörden, seltener auch zu anderen Behörden. Sie sollen Koordinationsarbeit leisten. Des Weiteren gibt es Verbindungsbeamte beim Zoll. Einige Verbindungsbeamte leisten auch Polizei- oder Zollarbeit in supranationalen Behörden.
Innerhalb von Deutschland leisten Verbindungsbeamte Unterstützung für auswärtige Polizeiverbände, z. B. mit Orts- und Organisationskenntnis.
Beispiel für eine solche berufliche Funktion: Verbindungsbeamtin der Bundespolizeidirektion München beim Bayerischen Landeskriminalamt.

## Polizei

### Grenzpolizeiliche Verbindungsbeamte
Die grenzpolizeilichen Verbindungsbeamten (GVB) sind Angehörige der Bundespolizei und wehren Menschenhandel, Schleusungskriminalität und unerlaubte Migration nach Deutschland ab. Sie wirken außerhalb des Bundesgebietes bei fremden Behörden oder in diplomatischen Vertretungen (Hausordnungsdienst). 2006 gab es 16 grenzpolizeiliche Verbindungsbeamte im Ausland.

### Verbindungsbeamte des BKA im Ausland
Seit dem 12. April 1983 entsendet Deutschland VB (BKA-VB), Angehörige des Bundeskriminalamtes, in ausländische Staaten. Der erste Dienstort war Bangkok (Thailand), weitere Länder waren bis Ende der 1980er-Jahre andere Länder Südostasiens sowie Südamerikas. In den 1990er-Jahren wurden Verbindungsbeamte in die Länder Osteuropas entsandt. Während es zunächst vornehmlich um die Bekämpfung des Rauschgifthandels ging, ist heute auch die Organisierte Kriminalität und der Staatsschutz ein Tätigkeitsfeld der Verbindungsbeamten.
Die Verbindungsbeamten sind Kenner des Gastlandes (insbesondere die polizeirelevanten Aspekte), haben Kontakte zu Polizeiverbänden und sind der dortigen Sprache mächtig.
2012 leisteten 66 deutsche Verbindungsbeamte an 53 Verbindungsbüros in 50 Ländern Dienst. Damit hat Deutschland europaweit die höchste Anzahl an Verbindungsbeamten. Sie arbeiten meist von diplomatischen Vertretungen aus. Zur Wahrnehmung ihrer Aufgaben werden die Beamten für die Dauer von vier Jahren zum Auswärtigen Amt abgeordnet.
Es wird zudem eng mit INTERPOL sowie mit den Polizeibehörden im Gastland zusammengearbeitet.
Verbindungsbeamte sind Polizeivollzugsbeamte der Laufbahn des gehobenen oder höheren Dienstes.
Zur Fußball-Weltmeisterschaft 2006 waren den Nationalmannschaften mehrere Verbindungsbeamte zugeteilt, die von Deutschland aus agierten.

## Zoll
Neben der Polizei nimmt die Bundeszollverwaltung ebenfalls Verbindungsbeamte für sich in Anspruch. Es gibt neben Verbindungsbeamten bei Europol (Den Haag) oder der Weltzollorganisation (WZO, Brüssel) auch Verbindungsbeamte des Zollkriminalamtes, die bei Deutschen Botschaften oder Konsulaten im Ausland eingesetzt sind. Hierbei handelt es sich um Beamte des gehobenen und höheren Dienstes der Zollverwaltung.

## Sonstige
In einigen deutschen Polizeidienststellen gibt es Verbindungsbeamte zum Katastrophenschutz und zur Feuerwehr (Beispiel: PI Obernburg am Main).
Das BKA ist neben den Verbindungsbeamten an für die Kriminalitätsbekämpfung strategisch wichtigen deutschen diplomatischen Vertretungen im Ausland auch mit einem Verbindungsbeamten im KRZ (Krisenreaktionszentrum) des AA (Auswärtiges Amt) vertreten. Der Verbindungsbeamte des BKA im KRZ leistet dort taktisch-operative Beratung und stellt insbesondere bei Entführungen und Geiselnahmen Deutscher im Ausland polizeiliches Fachwissen zur Verfügung.